# El Camós
El Camós és una masia situada al municipi de Sant Aniol de Finestres a la comarca catalana de la Garrotxa. Es troba arran de la carretera GI-531.